# Лозина
Лозина ((у 1989—2025 роках за офіційними документами — Лозино)— село в Україні, у Яворівському районі Львівської області. Населення становить 340 осіб. Колишній орган місцевого самоврядування — Лозинська сільська рада.

## Назва
Виконавчим комітетом Львівської обласної Ради народних депутатів рішенням від 19 вересня 1989 року селу Лозина Лозинської сільради Яворівського району Львівської області перейменовано на Лозино. 
19 листопада 2020 року Львівська обласна рада ухвалила рішення щодо перейменування села Лозино Яворівського району на Лозина, підтримавши цим ініціативу громади Лозинської сільської ради щодо перейменування села. Відповідно обласні обранці звернулися з відповідним поданням до Верховної Ради України щодо перейменування цього населеного пункту та внесення відповідних змін до реєстру про адміністративно-територіальний устрій України. 5 червня 2025 року Верховна Рада підтримала повернення селу Лозино історичної назви Лозина. 15 червня 2025 року перейменування набуло чинності.

## Історія
Перша писемна згадка — 7 квітня 1469 року, коли король Казимир підтвердив за Волохом Івашком Лозинським дворище в селі.
У податковому реєстрі 1515 року в селі документується 2 лани (близько 50 га) оброблюваної землі.
У селі є мурована церква. Її попередниця, освячена на честь святого Миколая, була дерев'яною. Куплена мешканцями 1775 року у Крехові, де була монастирською. Близько 1913 року церкву розібрали для будівництва нової. Це викликало протести зі сторони Грона консерваторів Східної Галичини, зокрема доктора Олександра Чоловського.
У 1960-х роках землі села належали до колгоспу імені І. Котляревського.

## Сучасність
Біля південної околиці села розташований великий піщаний кар'єр. На південний захід від села розкинувся лісовий масив — східна частина заповідника «Розточчя».

Піщаний кар'єр
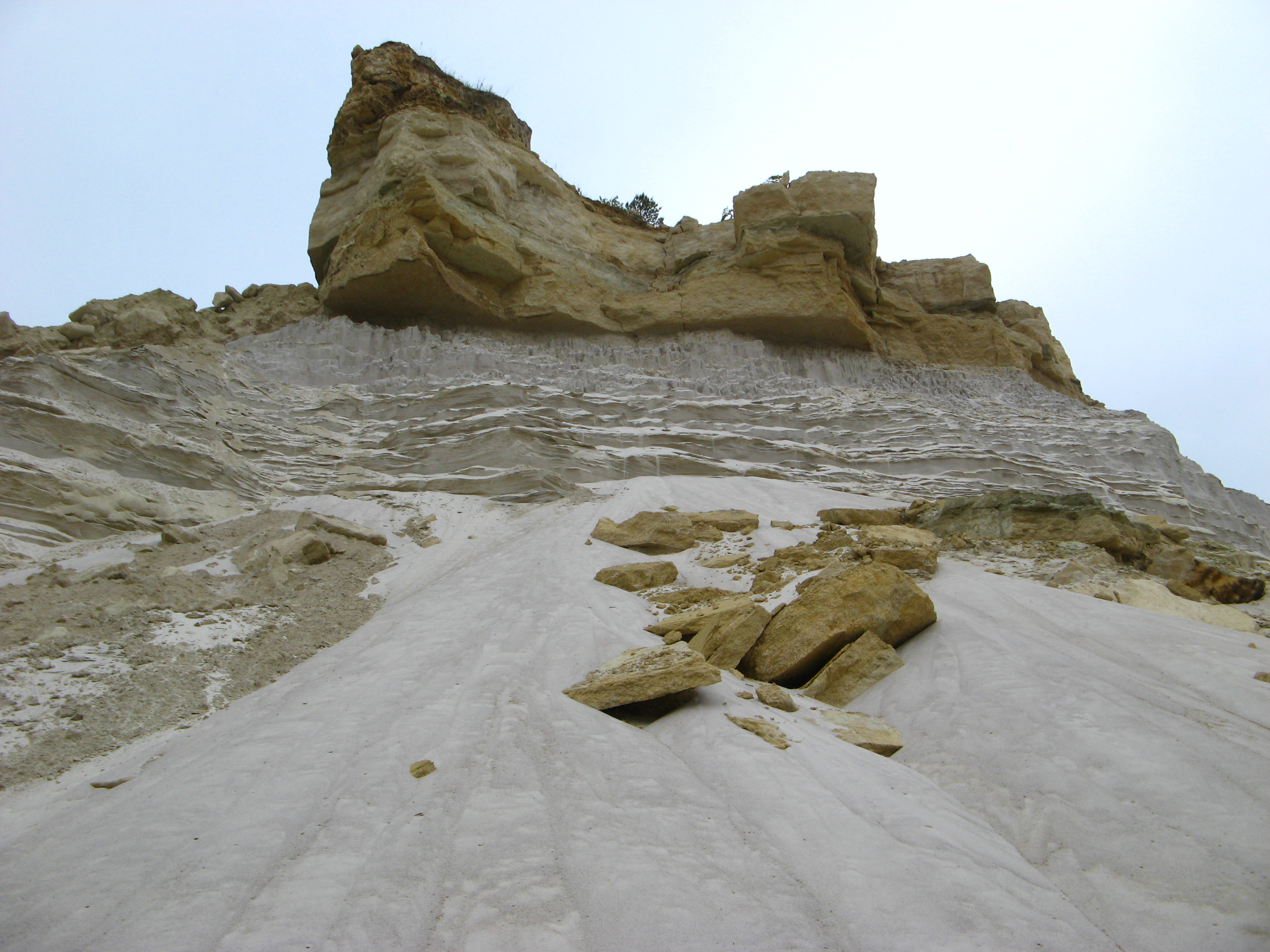
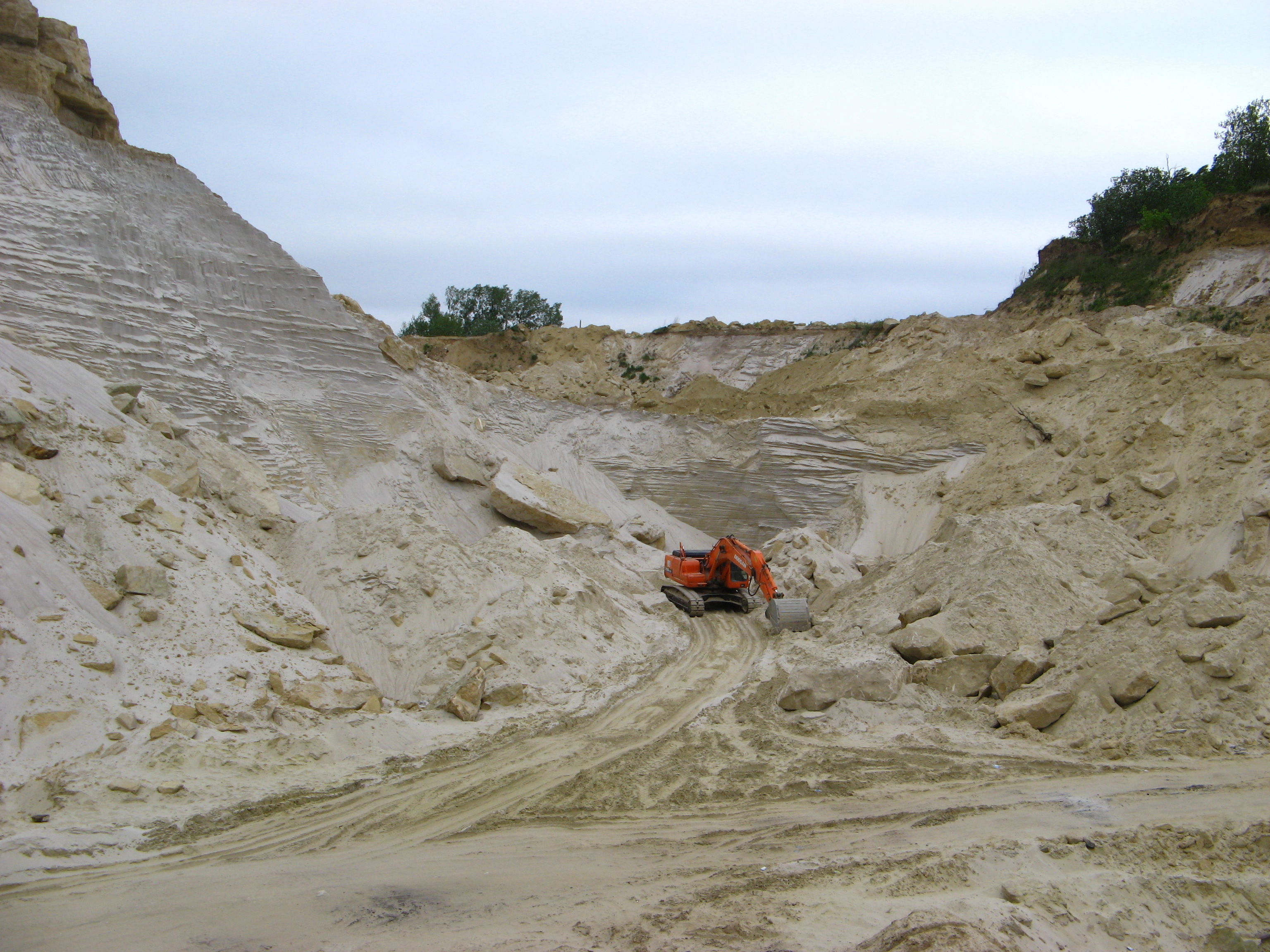

## Населення

### Мова
Розподіл населення за рідною мовою за даними перепису 2001 року:
| Мова       | Кількість | Відсоток |
| ---------- | --------- | -------- |
| українська | 340       | 100%     |

## Галерея

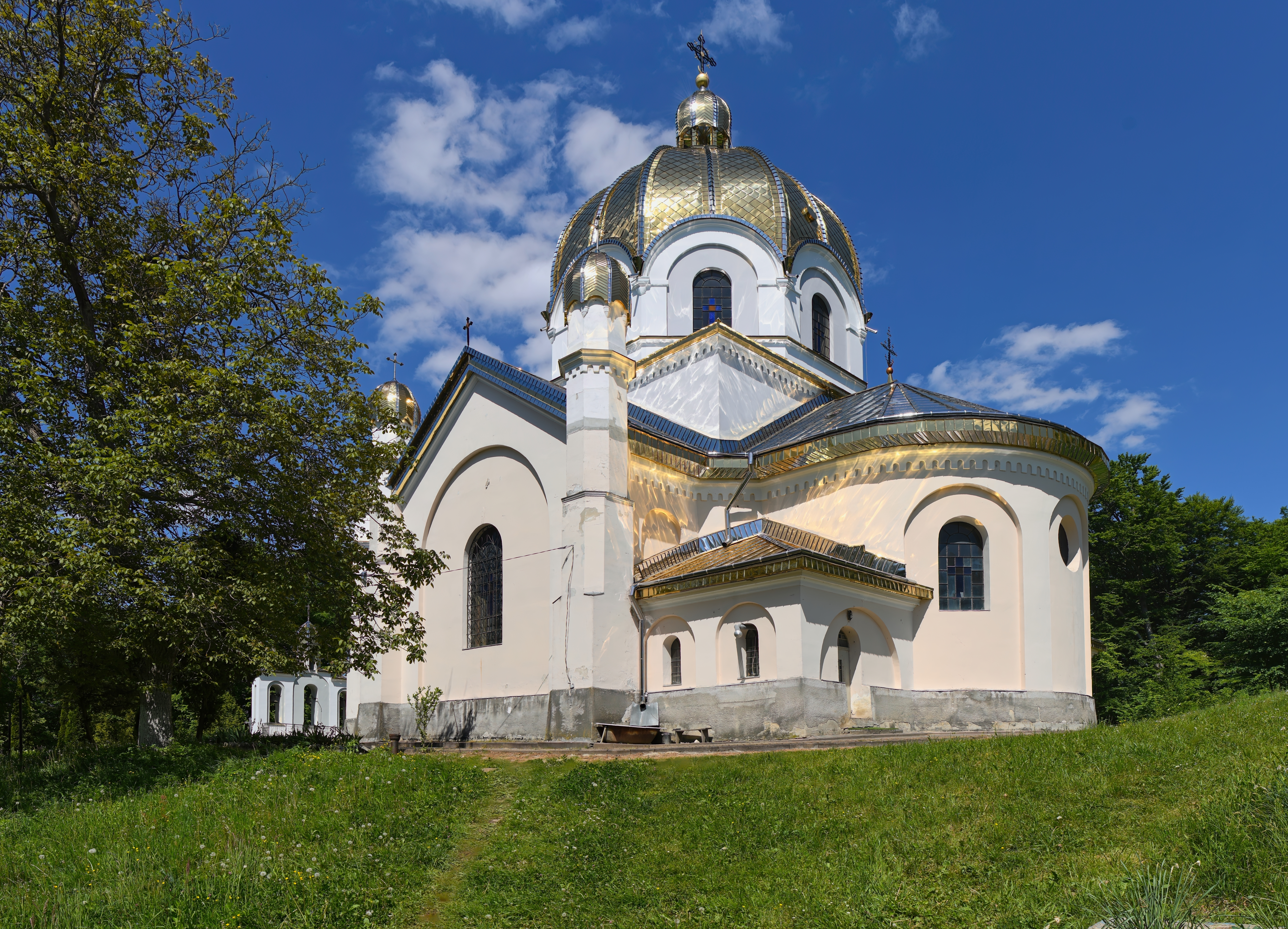
Загальний виляд церкви Святого Миколая в Лозині
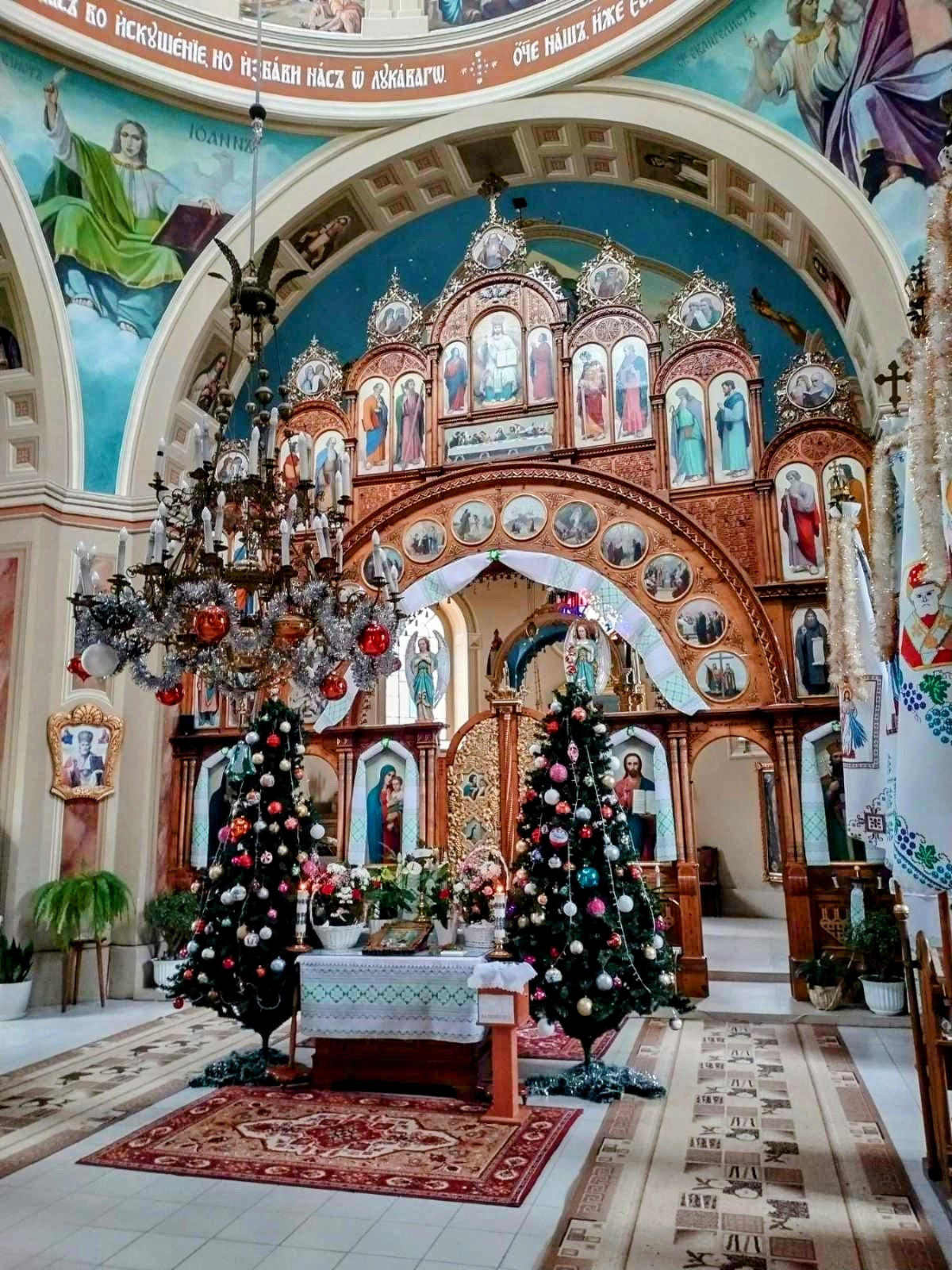
Головний вівтар церкви Святого Миколая на Різдво
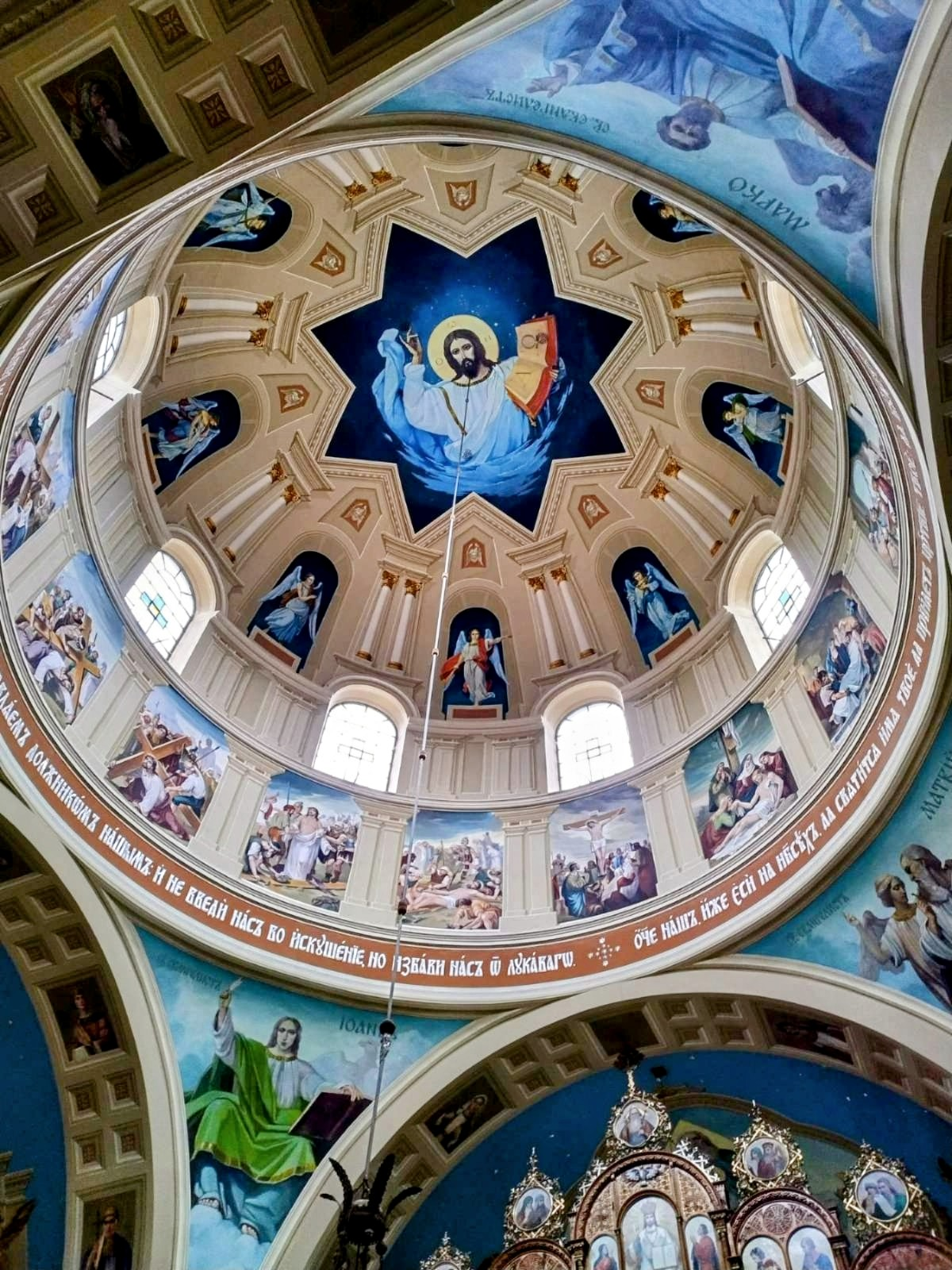
Стінопис склепіння церкви Святого Миколая
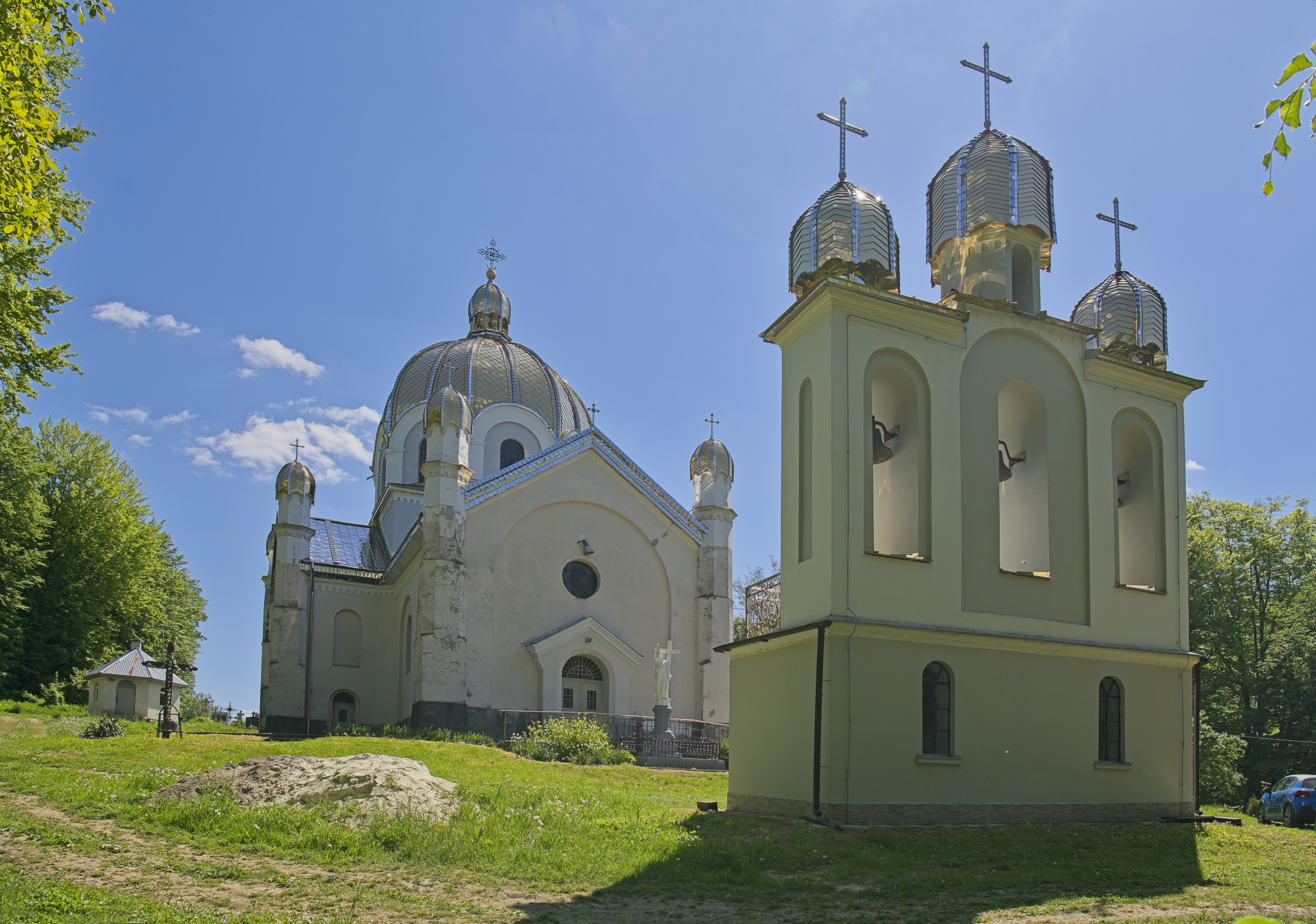
Дзвіниця церкви
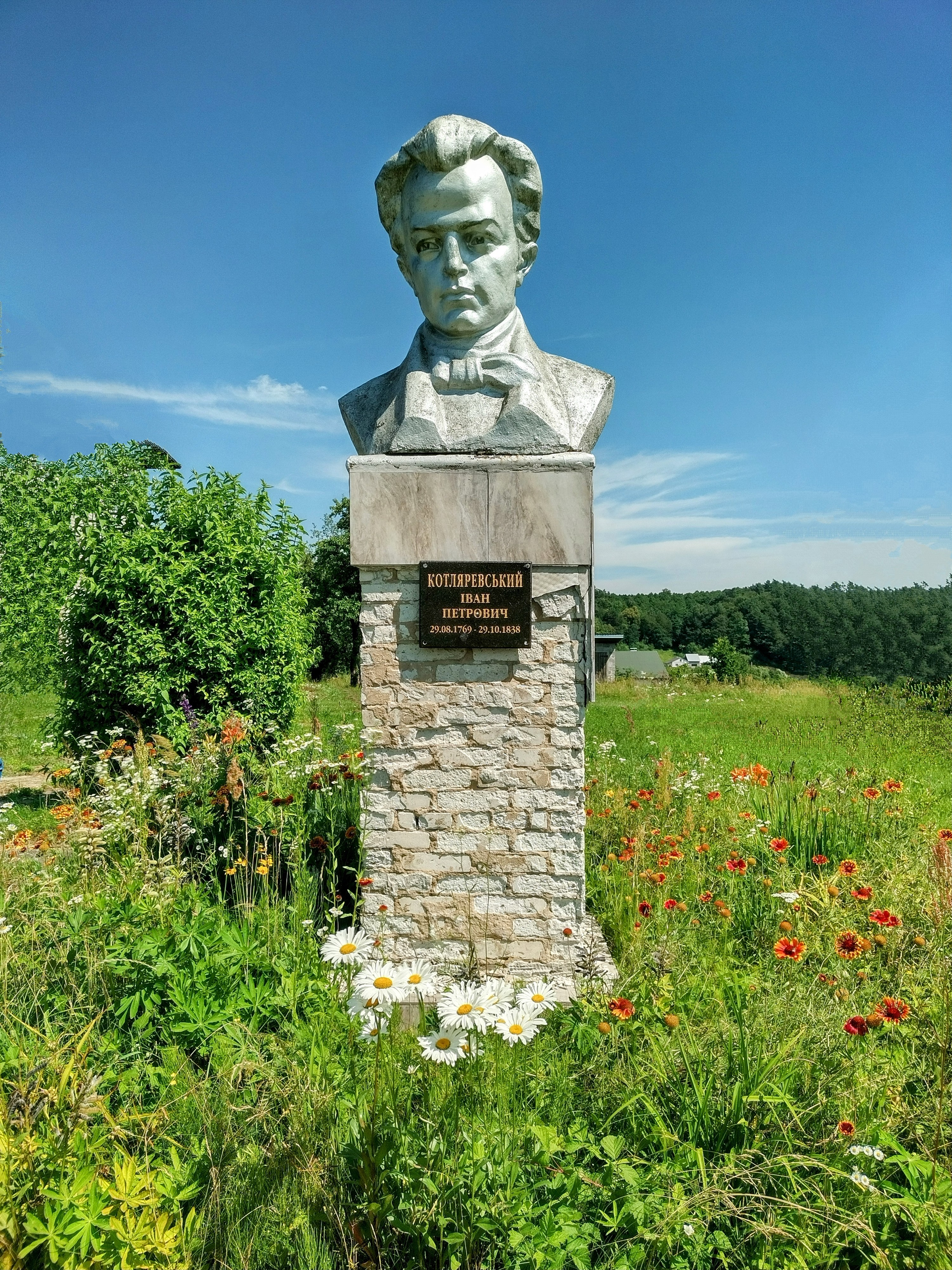
Погруддя Івана Котляревського